# Klášter Visoki Dečani
Klášter Visoki Dečani (albánsky Manastiri i Deçanit) je klášter Srbské pravoslavné církve u řeky Dečanska Bistrica na úpatí pohoří Prokletije, nedaleko kosovského města Dečani, je součástí eparchie Raška a Prizren. Je jedním ze čtyř objektů, chráněných od roku 2004 jako světové dědictví pod souhrnným názvem „Středověké památky v Kosovu“.

## Popis
Stavba kláštera byla zahájena roku 1327 na příkaz srbského krále Štěpána Uroše III., který podle něj získal přízvisko „Dečanský“ a je v klášteře také pohřben. Stavbou byl pověřen františkánský mnich Fra Vito z Kotoru, který obohatil tradiční byzantskou architekturu románskými prvky. Stavba byla dokončena roku 1335. Dominantou areálu je pětilodní chrám vysoký 30 metrů, zasvěcený Pantokratorovi.
Za druhé světové války klášter napadli příslušníci albánské nacionalistické organizace Balli Kombëtar, před zničením ho chránila italská armáda. Během války v Kosovu našli v klášteře úkryt váleční uprchlíci. V roce 2007 ostřelovali klášter Albánci protiraketovými děly, od té doby je pod ochranou jednotek KFOR.

V klášteře se nacházejí cenné středověké fresky, nejznámější je Ukřižování, na němž jsou nad Kristovou hlavou stylizovaně zobrazeny Měsíc a Slunce, vyznavači UFO však v těchto objektech vidí kosmické lodi s posádkou.

## Fotogalerie

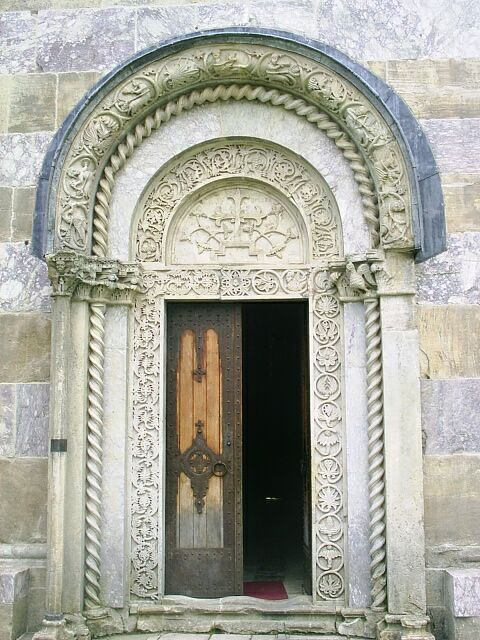
boční vchod
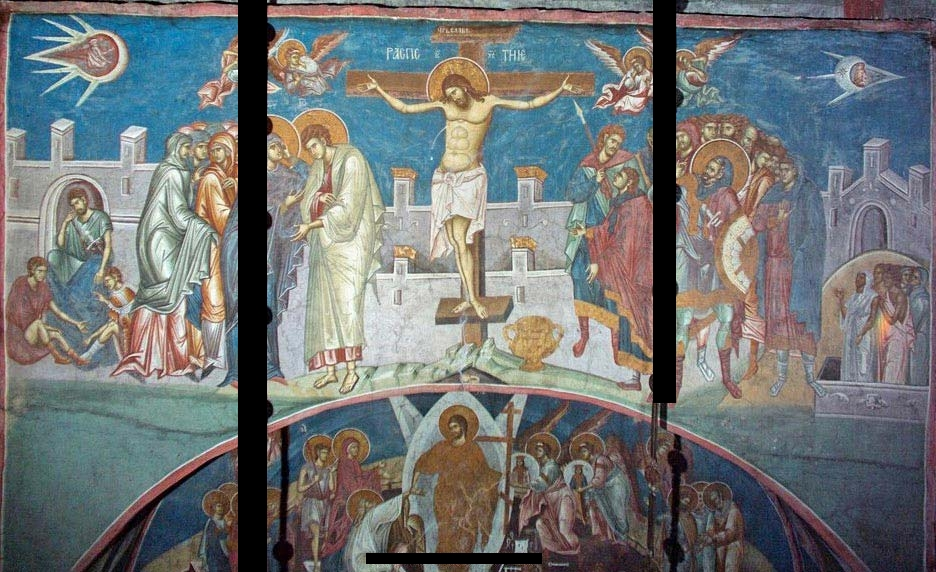
Dečanské ukřižování
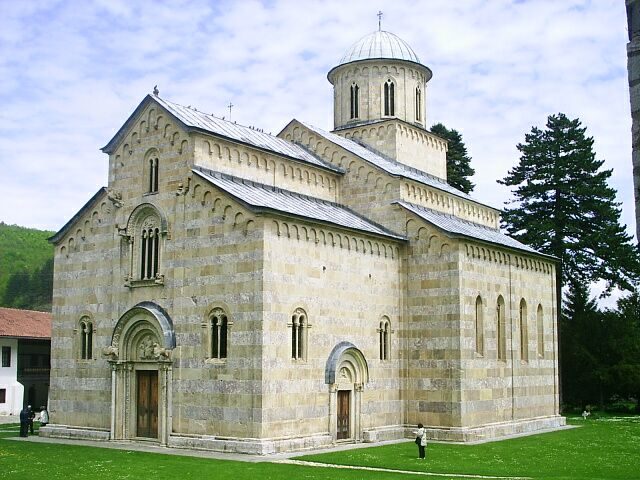
exteriér chrámu
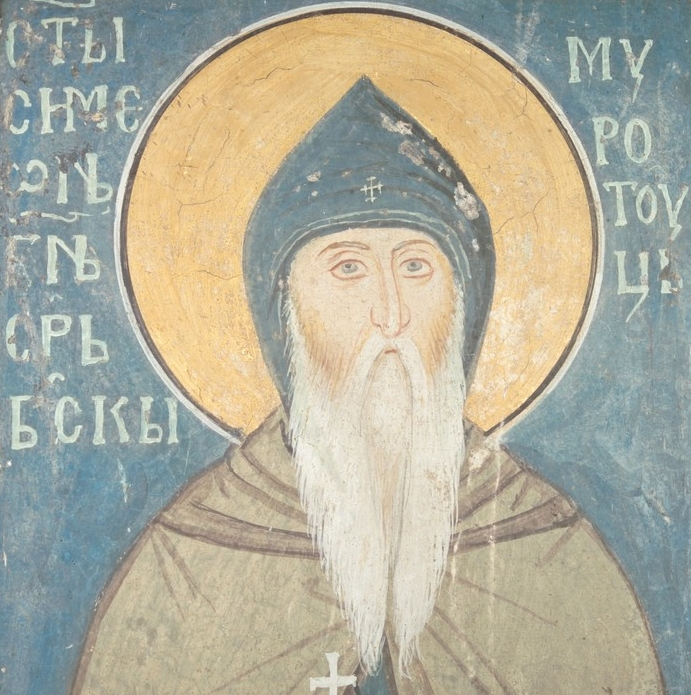
freska sv. Simeona
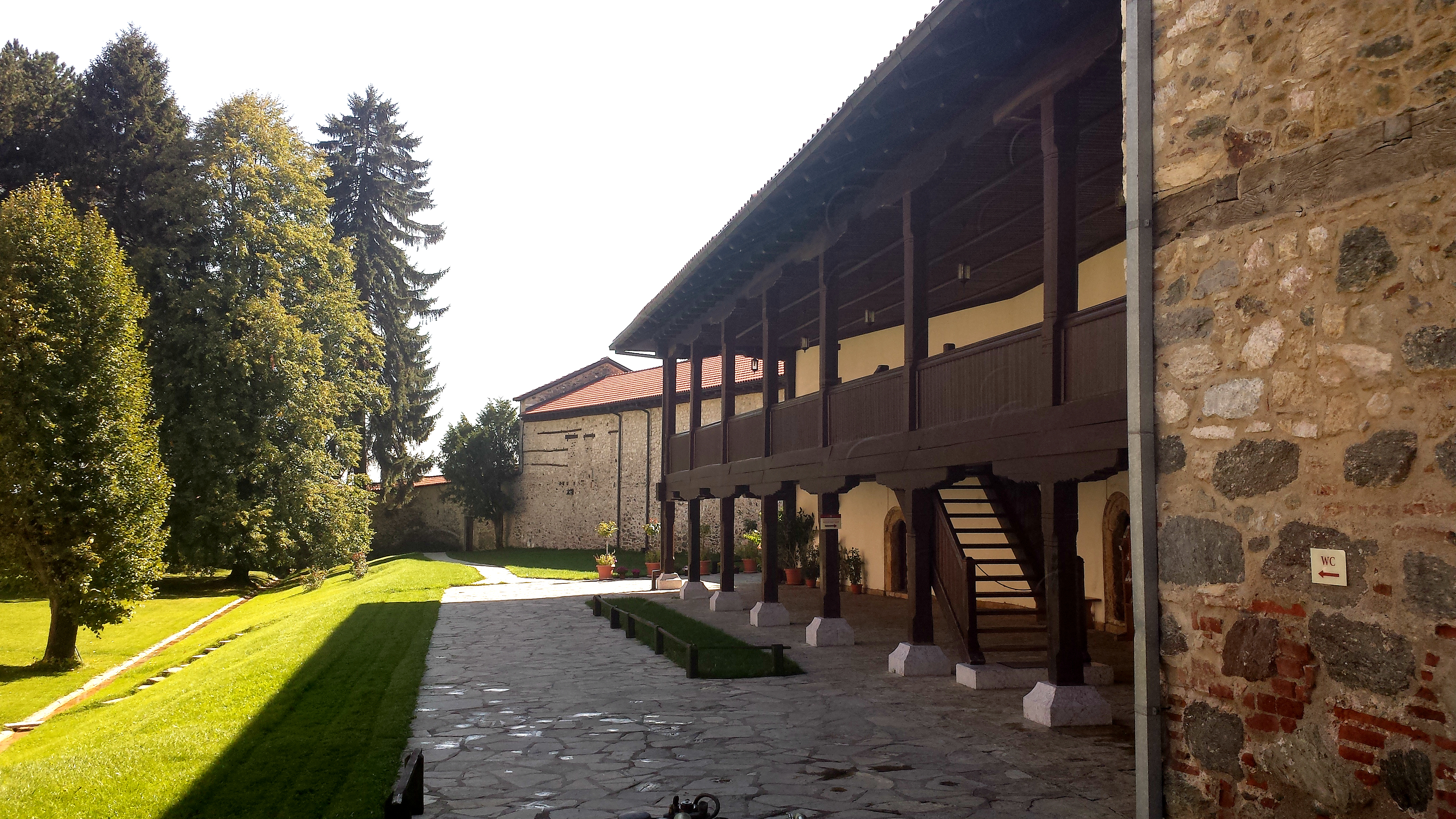
nádvoří kláštera